# خرم‌ده
خرم‌ده روستایی از توابع بخش مرکزی شهرستان دماوند در استان تهران ایران است.

## جمعیت
این روستا در دهستان تاررود قرار دارد و براساس سرشماری مرکز آمار ایران در سال ۱۳۸۵، جمعیت آن ۸۰ نفر (۲۱خانوار) بوده‌است.

### زبان
مردم این روستا از قومیت طبری هستند و به زبان طبری دماوندی که گویشی از زبان مازندرانی می‌باشد صحبت می‌کنند.

## موقعیت جغرافیایی
این روستا در قسمت جنوبی بخش مرکزی شهرستان دماوند و در امتداد مسیر رودخانه ی دائمی تاررود در فاصله ی ۱۰ کیلومتری (۱۴ کیلومتر بر طبق اسناد اداره آمار) از مرکز شهر دماوند واقع شده است.
این روستا با شیب تندی  رو به آفتاب بنا گردیده است.
این روستا از شمال به روستای مراء، از جنوب به روستای کاجون و از شرق به مزرعه جوز درخت محدود شده است.